# Escudo de Sogamoso
El escudo de armas de Sogamoso es el emblema heráldico que representa a la ciudad colombiana de Sogamoso, departamento de Boyacá. El blasón fue establecido mediante decreto del Nº 18 del 6 de septiembre de 1953, y fue diseñado por el historiador Gabriel Camargo Pérez.
Aunque la tradición urbana asegure que en el siglo XVIII la Corona española le otorgó a la ciudad la facultad para disponer de un escudo de armas y que los incidentes que acarrearon la independencia de las colonias españolas la privaron de ver materializado su blasón... no se conoce documento alguno que avale esta creencia popular.
El escudo, junto con la bandera y el himno, tienen el reconocimiento de símbolos oficiales del municipio. Además, el blasón como símbolo de la ciudad forma parte de la imagen institucional de la administración municipal, por lo cual está presente en los actos protocolarios, en la papelería oficial, en el mobiliario urbano o en las obras públicas.

## Historia
Hasta el presente se ignora si en los archivos de España existe la descripción del escudo que le correspondería a la muy digna y leal Villa de Sogamoso. Para llenar este vacío histórico, desde mediados del siglo XX se propuso la creación de un emblema municipal, para lo cual se adaptó el blasón propuesto por el historiador Gabriel Camargo Pérez
Este proyecto fue aprobado mediante Decreto del Nº 18 del 6 de septiembre de 1953, siendo Alcalde Mayor de Sogamoso Alfonso Ochoa Combariza. El mismo Decreto declaró Día Cívico el día 6 de septiembre de cada año.
Las primeras representaciones fueron elaboradas por los maestros Luis Alberto Acuña y Santiago Martínez Delgado.

## Blasonado
- Descripción oficial.

La descripción oficial del Escudo de Armas, bastante sencilla y explicativa, se ha ido desfigurando a causa de malas transcripciones y añadidos ampulosos, con frases e ideas inconexas, que hoy la hacen confusa.
- Descripción heráldica.

Blasón de forma española.

Cuartelado, es decir, partido por una línea horizontal y otra vertical que se cortan en el centro. 
En el primer cuartel, campo de azur (color azul), una imagen antropomórfica del sol en oro; en el segundo, sobre campo de oro, un gorro frigio de gules ( color rojo), puesto en una lanza; en el tercero, sobre campo de sinople (color verde) un toro afrontado de sable (es decir, la cabeza de un toro negro, de frente), y en el último cuartel, de argén (color plata), tres barras verticales de sable (color negro).
Cimado con una corona mural con cuatro torres de oro mamposteadas de sable (color negro), con tres almenas cada una. Las torres llevan sendas puertas y dos ventanas cuadradas.
 
Por divisa lleva una cinta de lienzo blanco, con la leyenda "SUAMOX, CIUDAD DEL SOL" en caracteres latinos de sable.

## Diseño y significado de los elementos
Blasón de forma española, en reminiscencia de uno de los orígenes de la población sogamoseña, si bien es cierto que los españoles no utilizaron esta forma de escudo durante su conquista, sino la "rodela".

### Primer cuartel
La imagen antropomorfa del sol sobre campo de azur. En el primer cuartel. Elemento totémico de los indígenas muiscas o chibchas del altiplano cundi- boyacense. La descripción original se ha desfigurado, de manera subjetiva, dando paso a párrafos incoherentes, reproducidos inconscientemente en internet: "La imagen del Sol escogió el primer cuartel, cuando asomaron las legiones de Nemqueteba, fundadora de su templo atraídas por un imán de la naturaleza y de la geografía. El Cusiana, el Cravo, el Pauto...esos ríos embrujados del alma llanera fueron la ruta para llegar al oasis. Muchos días y muchas noches prolongóse la peregrinación y el fin surgió un paraíso encantador, verde en su planicie ubérrima, azul en el cielo dilatado, grato en su clima de paz.".

### Segundo cuartel
El gorro frigio sobre campo de gualda. De color escarlata, como símbolo de libertad. De origen griego, herencia democrática de la revolución francesa, es reconocimiento de las ideas libertarias de sogamoseños como el cacique Sugamuxi [cita requerida] o Juan Lorenzo Alcantuz junto a Galán en el movimiento comunero de 1781; el apoyo a la Junta Suprema de  Santa Fe el 20 de julio de 1810, la participación de los “sogamosos” en el ejército patriota, algunos de ellos mártires en el genocidio de “La Ramada” [cita requerida].
La tradición heráldica suele colocar el gorro frigio sobre la punta de una lanza.

### Tercer cuartel
El toro afrontado sobre campo de sinople. Una testa de toro indica el desarrollo ganadero de Sogamoso y el fondo de color verde expresa la fecundidad de la actividad agrícola.

### Cuarto cuartel
Tres barras de sable (color negro). Sobre campo de argén , (es decir, plata o blanco en imprenta), representan la riqueza mineral de la provincia de Sugamuxi y su desarrollo industrial.

## Adornos del escudo
El escudo sogamoseño porta dos adornos externos: por timbre una corona mural y por divisa una cinta de lienzo blanco.

### Timbre

Escudo con la corona mural de cinco torres, propia de las villas.

La corona formada de torres y muros, de origen antiguo, y utilizada para significar la autonomía de una ciudad libre. El emperador Napoleón I prescribió el empleo en las armerías urbanas mediante Decreto del 17 de mayo de 1809, otorgando estas coronas a las ciudades de primer y segundo orden.
El Dr. O. Neubecker sostiene que la corona mural se convirtió en la insignia heráldica de las ciudades autónomas desde el siglo XVIII.
La representación oficial de la corona murada (sic) de Sogamoso lleva cuatro torres, significando una capital provincial. Cabe señalar que según las leyes heráldicas, el número de torres es ordinariamente tres para las comunas simples, cuatro para las capitales departamentales y cinco para la capital.
Sin embargo, de acuerdo a la tradición heráldica, la corona mural de Sogamoso debería ser de cinco torres, como corresponde a las villas. Además, de acuerdo con la arquitectura feudal española, debería presentar dos plantas, con dos hileras de puertas.

### Divisa
Del latín divisa, del verbo "diviso", divisar, ver; es la enseña o estandarte y, por extensión, cualquier marca destacada que permite diferenciar el grupo de origen o al que pertenece el portador de la misma.
Para el escudo de Sogamoso se adoptó el lema "SUAMOX, CIUDAD DEL SOL", así en mayúsculas. La divisa, en letras de sable se inscriben en una cinta de lienzo blanco.

## Anécdotas
- El encargado de realizar la representación plástica del escudo de Sogamoso fue el artista Luis Alberto Acuña.
- Una de las primeras representaciones del escudo de Sogamoso se colocó en el muro del presidium del Concejo Municipal de la ciudad. Cerca de la base, un pequeño rótulo llevaba las iniciales del artista: SMD, Santiago Martínez Delgado. Cierto día, alguien alargó el palito de la D, creyendo que la obra era propiedad del inmueble donde sesionaban los ediles: el salón de actos de la Sociedad de Mejoras Públicas (SMP), a un costado del parque de Santander.
- El escultor antioqueño Hugo Martínez González, en 1969, hizo un relieve monumental del escudo sogamoseño para el monumento a los héroes de La Ramada.

Patinado en bronce antiguo, llegó a tal perfección y tanto realismo, que despertó la codicia de los ladrones de metal y una mañana amaneció destrozado a martillazos... era de cemento.